# 田原駅
田原駅（たはらえき）は、兵庫県加西市田原町字前にある北条鉄道北条線の駅。

## 歴史
- 1919年（大正8年）12月12日：播州鉄道の駅として開業[1][2]。旅客営業のみ。
- 1923年（大正12年）12月：播丹鉄道の駅となる[2]。
- 1934年（昭和9年）12月15日：移転[1]。
- 1943年（昭和18年）6月1日：播丹鉄道が鉄道省へ移管時に廃止[1]。
- 1952年（昭和27年）2月18日：国鉄の駅として再開業[1]。旅客営業のみ。
- 1985年（昭和60年）4月1日：北条鉄道の駅となる[2]。
- 2010年（平成22年）7月28日：新駅舎完成記念式典を実施[3]。

## 駅構造
片面ホーム1面1線。駅が木立に隠れているため、やや分かりにくい。ホーム上には屋根と壁があるかなり小さな待合室がある。駅入口には小さな屋根がある。ホームまでは階段がある。駅前に電話がある。

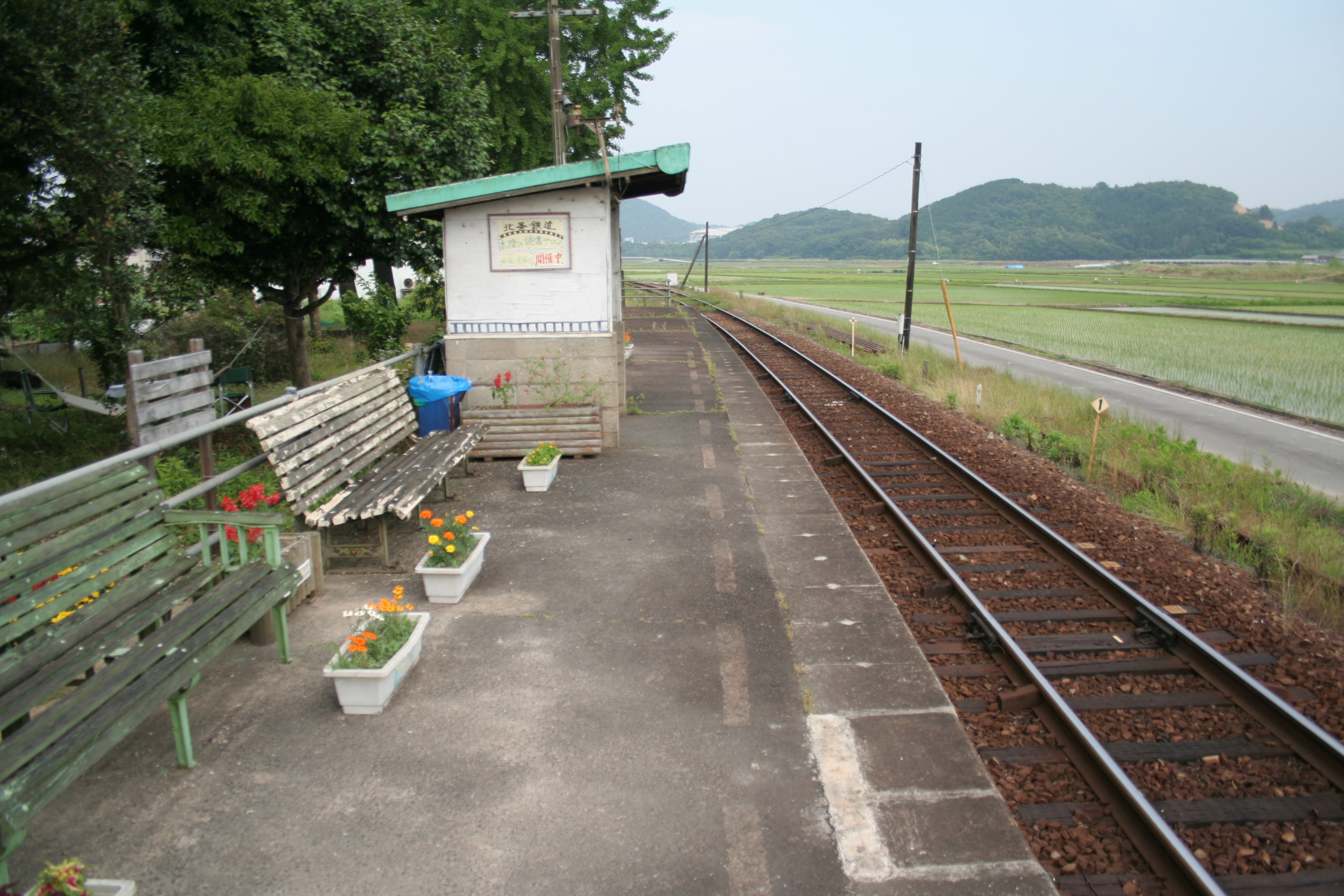
改装前のホーム（2009年）
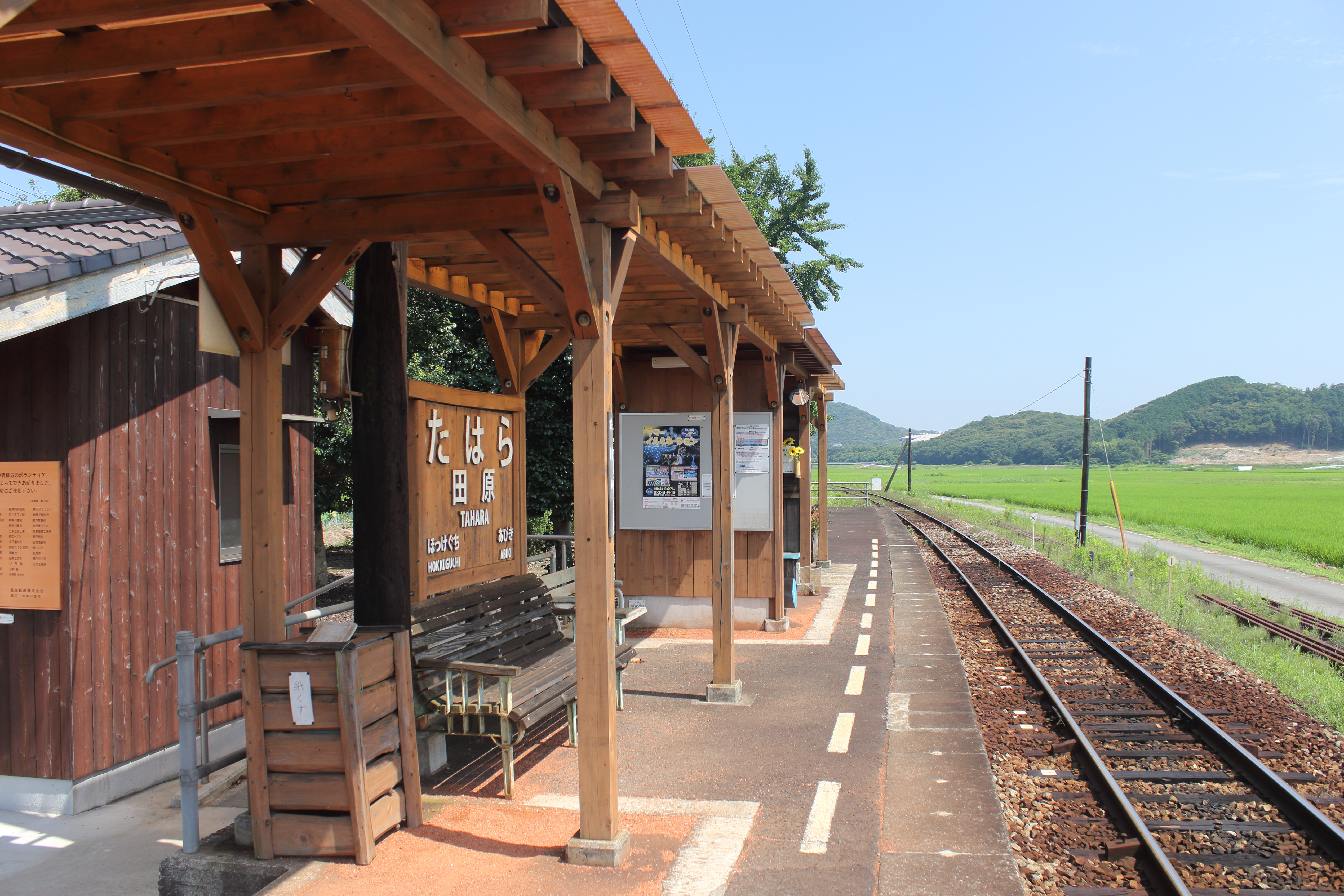
ホーム風景
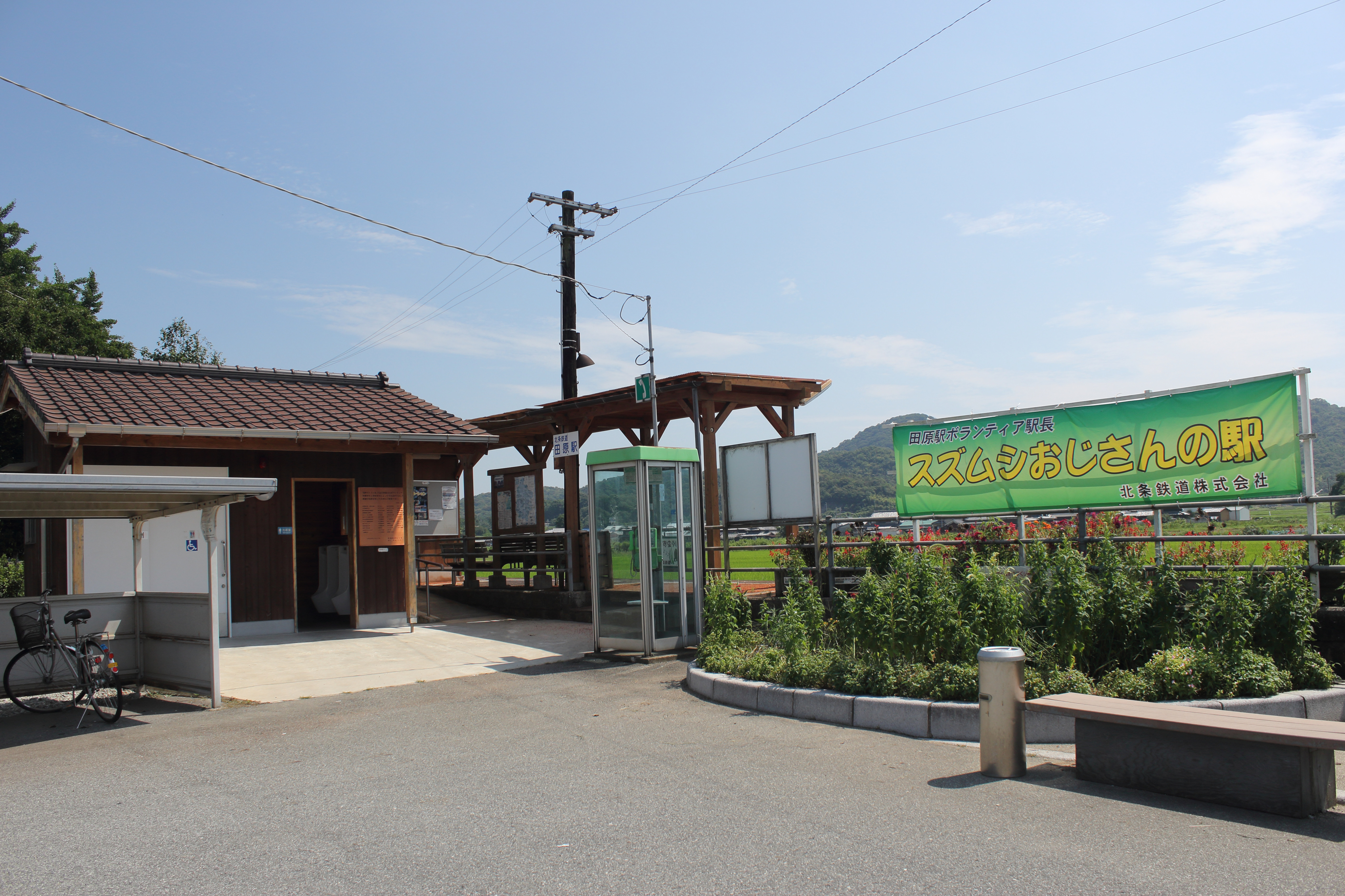
駅前広場
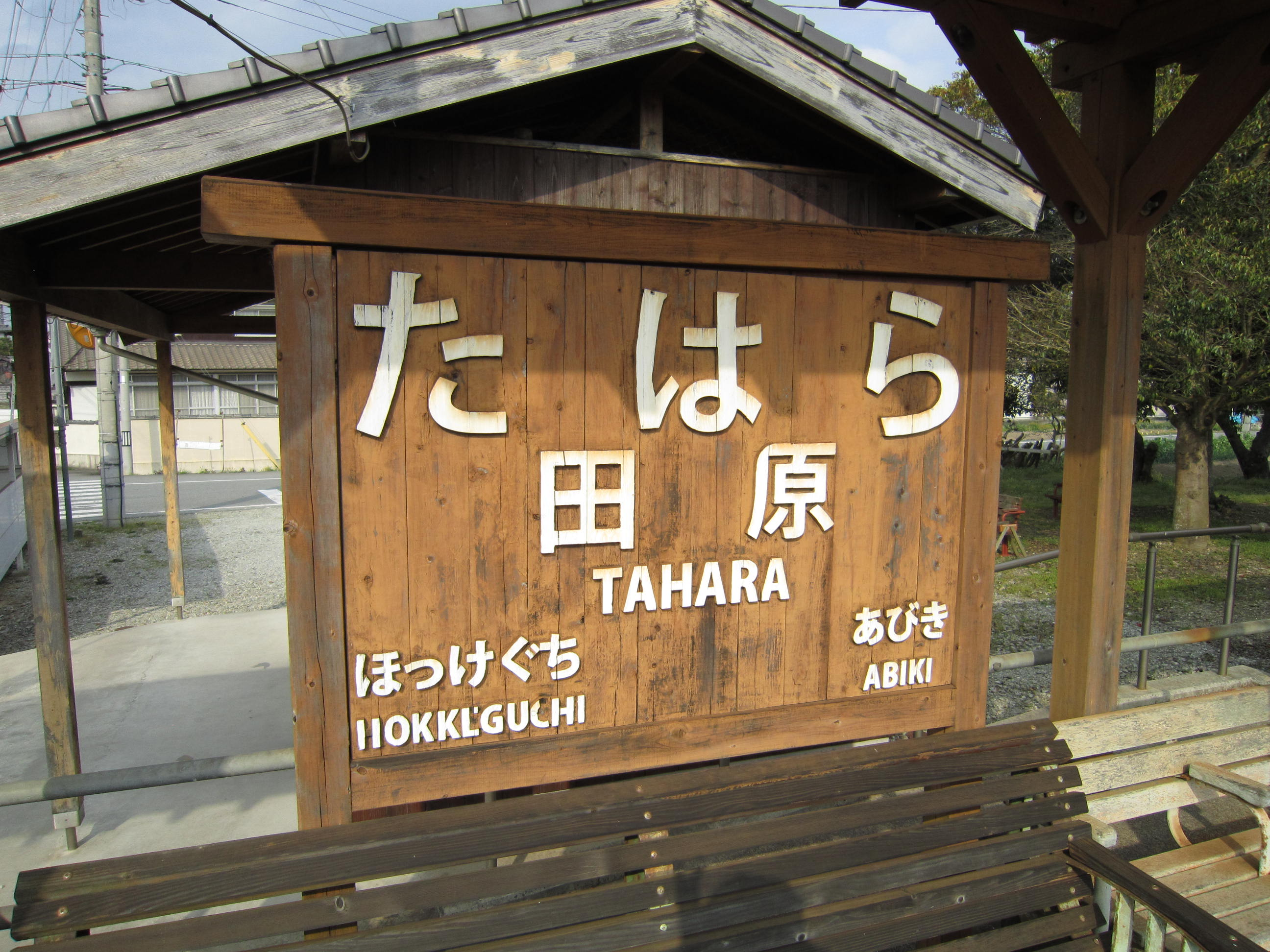
駅名標

## 利用状況
| 1日乗降人員推移 | 1日乗降人員推移 |
| 年度            | 1日平均人数     |
| --------------- | --------------- |
| 2011年          | 60              |
| 2012年          | 60              |
| 2013年          | 40              |
| 2014年          | 54              |
| 2015年          | 50              |
| 2016年          | 50              |
| 2017年          | 45              |
| 2018年          | 66              |
| 2019年          | 46              |
| 2020年          | 15              |
| 2021年          | 36              |
| 2022年          | 47              |

## 駅周辺
- 下里川
- 後藤山古墳（県指定文化財）

## その他
- 1980年代はじめにたのきんトリオ（田原俊彦・野村義男・近藤真彦）がブームになったとき、当駅および近くの野村駅（現・西脇市駅）の存在が話題になったことがある。中にはこの両駅をわざわざ訪れる人もいた。駅名標がたのきんのファンの落書きだらけだったこともある[1]。
- 2008年（平成20年）12月9日に、三木鉄道より購入した車両を当駅で軌道に移す作業が行われた[5]。
- 2010年（平成22年）7月28日、加西市で栽培が盛んなぶどうをイメージしたパーゴラ（藤棚）の屋根がホームにかかった木造の新駅舎が完成し、記念式典が実施された[3][6]。新しい待合室には、若き日の田原俊彦の写真も飾られていたが、2011年（平成23年）1月22日に写真がなくなっていることがわかった[7]。

## 隣の駅
北条鉄道
北条線
網引駅 - 田原駅 - 法華口駅